# Octavio de la Roza
Octavio de la Roza (né Octavio Stanley) est un danseur, chorégraphe, compositeur et musicien argentin. Né à Buenos Aires, il grandit entre le monde fou du cabaret et la discipline de l’Instituto Superior de Arte del Teatro Colón. Adolescent, il joue dans un groupe de rock, la musique éclaire sa jeunesse parfois tracassée. Il décroche une bourse pour fréquenter un cours de perfectionnement de danse à l’École de l’Opéra de Paris. Repéré par Maurice Béjart, Octavio devient vite danseur étoile de ses ballets les plus célèbres, dont le Boléro de Ravel filmé par ARTE. 
En 2008 Octavio de la Roza lance sa propre compagnie et produit au but de dix ans une vingtaine de spectacles présentés partout en Europe. Il reçoit le Mérite Culturel de la ville de Renens pour la création d’un Espace Culturel et le premier Prix du concours International des chorégraphes de la ville de Millau. Sa passion le pousse à reprendre son activité de musicien, jamais oubliée malgré sa carrière de danseur professionnel. En 2019 il présente aux États-Unis son spectacle On Air, sa première performance « totale » en tant que musicien, chanteur, chorégraphe et danseur. Séduit par son talent multiforme, le chorégraphe Mauro Bigonzetti lui confie la création des musiques originelles ainsi que le rôle de danseur principal pour le spectacle Carmen, présenté en première mondiale en 2020.

## Biographie
Octavio Stanley est le deuxième fils d'une danseuse de la compagnie Holiday on Ice qui continuera sa carrière comme chanteuse de cabaret. Né de père inconnu, il décide d’adopter le nom de son grand-père « de la Roza ».
Élevé par ses grands-parents, il commence les cours de claquettes à l'âge de 6 ans et s'amuse toute la journée avec les instruments qu'ils collectionnent: accordéons, harmonicas et un piano. 
Repéré à Buenos Aires par Maurice Béjart lorsqu'il a 18 ans, il reçoit une bourse pour l'École-atelier Rudra et suit un stage de deux mois à l'école de danse de l'Opéra de Paris avec Serge Golovine.
En 2000, il intègre le Béjart Ballet Lausanne. Maurice Béjart lui confiera très tôt le rôle de la Mélodie dans Boléro et de nombreux rôles principaux comme celui de l'Élu dans Le Sacre du printemps, Tamino dans La Flûte enchantée, Shiva dans Bakti III ou Winter's Tale dans Ballet for Life.
Béjart a créé pour lui L'Après-midi d'un faune, Solo grec, L'Aigle noir, Che, Quijote y Bandonéon et Le Chant du clown errant.
Dix ans lieront d’amitié Maurice Béjart et Octavio de la Roza. Pour Maurice, « Octavio s’est révélé être le grand danseur que j’attendais enfin ». Il lui dédie le livre Lettres à un jeune danseur (éditions Actes Sud), un recueil de lettres adressées à Octavio et de confessions sur la danse.
En 2008, à la suite de la disparition du maître, il démissionne du Béjart Ballet Lausanne et crée la Compagnie Octavio de la Roza. Avec le soutien de la princesse Catherine Aga Khan, il présente à Lausanne Lettres à Maurice Béjart, une pièce en hommage à son maître qui connaît un succès retentissant. En 2009, il rencontre Jane Birkin à Genève. Fascinée par Octavio et par son projet Voulez-vous danser, Gainsbourg ?, elle présente son dossier à la fondation des héritiers de Serge Gainsbourg qui lui accorde les droits d’adaptation. Octavio produit en moyenne un spectacle de danse par an où il est souvent danseur et chorégraphe.

### Musique
Depuis son plus jeune âge, il est attiré par les instruments de musique collectionnés par ses grands-parents et fasciné par le talent de sa mère qu'il voit chanter accompagnée par la guitare ou au piano. Au cours de son adolescence il formera plusieurs petits groupes de rock et blues. Prend de cours de musique et de chant avec Guido Guerra, le père du célèbre danseur classique argentin Maximiliano Guerra. Devenu danseur professionnel, Octavio cultive sa passion de musicien comme plaisir personnel avec de séances d'improvisation au piano et à la guitare. Maurice Béjart le fait chanter sur la scène notamment dans la tournée mondiale du spectacle Ché, Quijote y Bandoneon. 
C'est n'est qu'en 2019 qu'il décide pour la première fois de composer la totalité de la musique d'un de ses spectacles, On Air, où il danse sur ses propres chorégraphies. Présenté dans le cadre de l'International Ballet Festival of Miami, aux États-Unis, On Air rencontre beaucoup de succès: Octavio décide donc de s'investir totalement dans la composition musicale, orientée vers le spectacle vivant dans un premier temps. 
La même année, le célèbre chorégraphe Mauro Bigonzetti (ex directeur de l'Aterballetto et du ballet de La Scala de Milan) confie à Octavio la composition de la musique et le rôle de danseur principal du ballet Carmen, spectacle qu'il co-produit avec Camilla Colella (danseuse principale au rôle de Carmen) et qui est présenté en première mondiale en 2020.

## Créations chorégraphiques
- Ginastera (2007)
- Oiseaux du paradis (2008)
- Dansez, rêves ! (2008)
- Tutu tues-tu ? (2008)
- Tango Palace (2009)
- Lettres à Maurice Béjart (2009)
- No Time (2010)
- Voulez-vous danser Gainsbourg ? 2010
- Looking Back (2010) Premier Prix, médaille d'or au Concours Chorégraphique de la ville de Millau, France (en collaboration avec Eva Kolarova)
- Tango mon amour (2011)
- Credo (2011)
- Untitled Instant (2012)
- Homeless (2012)
- Life (2012)
- Instants volés (2014)
- L'après-midi d'un faune (2014)
- Night Club Mother (2015)
- Carmen (2016)
- Je T'aime à l'Italienne (2017)
- Swan Lake (2018)
- On Air (2019)

## Compositions musicales
2019: On Air (musique du spectacle On Air)
2020: Carmen (musique originale pour le spectacle Carmen de Mauro Bigonzetti)

## Sources
- « Lettres à un jeune danseur » dédié à Nahuelt (Octavio de la Roza) Maurice Béjart – Actes Sud
- « Béjart si Dieu le veut » Michel Robert – Racine
- « Maurice Béjart, une vie » Michel Robert – Luc Pire